# 1891 год в театре
1891 год в театре

## Знаменательные события
Премьера оперетты Карла Целлера "Продавец птиц"

## Персоналии

### Родились
- 3 февраля — Георгий Иванович Ковров, российский и советский актёр театра и кино, народный артист РСФСР (1949).
- 21 февраля (5 марта) 1891 года — Георгий Александрович Шебуев, советский актёр театра; народный артист РСФСР, лауреат Сталинской премии.
- 14 марта — Амвросий Максимилианович Бучма, российский и советский актёр театра и кино, народный артист СССР (1944).
- 20 марта — Борис Фёдорович Щукин, советский актёр, заслуженный артист РСФСР.
- 28 марта — Георгий Тусузов, советский актёр театра и кино, заслуженный артист РСФСР.
- 30 марта — Борис Васильевич Романицкий, советский актёр театра и кино, народный артист СССР (1944).
- 1 мая — Александр Ефимович Разумный, советский актёр и режиссёр, заслуженный деятель искусств РСФСР.
- 13 июня — Владимир Александрович Владиславский, советский актёр театра и кино, народный артист РСФСР (1949).
- 17 июля — Борис Андреевич Лавренёв, советский писатель и драматург.
- 29 августа — Михаил Александрович Чехов, известный драматический артист
- 18 ноября — Мария Ифогюн, немецкая оперная певица (лирико-колоратурное сопрано).

### Скончались
- 8 января — Селина Монталан, французская актриса, танцовщица и певица. Сосьетерка Комеди Франсез.
- 24 октября — Адольф Дюпюи, французский актёр.